# 2000年夏季残疾人奥林匹克运动会日本代表团
2000年夏季残疾人奥林匹克运动会日本代表团是日本派出的2000年夏季残疾人奥林匹克运动会代表团。获得13枚金牌、17枚银牌和11枚铜牌。